# Championnat de Tunisie de football de deuxième division 2020-2021
Navigation
Saison précédente Saison suivante
| \| SG ASK SCBA ASOE ASM ASG KS CSHL ASD ESJ ESHS SSS JS ASME EGSG SRS EOSB ESZ COM ESR CSK ASS CSM CSMB \| Localisation des clubs engagés dans le championnat. |
| SG ASK SCBA ASOE ASM ASG KS CSHL ASD ESJ ESHS SSS JS ASME EGSG SRS EOSB ESZ COM ESR CSK ASS CSM CSMB                                                           |

La saison 2020-2021 du championnat de Tunisie de football de Ligue II est la 66e édition de la deuxième division tunisienne, la Ligue Professionnelle 2. Deuxième niveau de la hiérarchie du football en Tunisie après la Ligue I, le championnat oppose, en matchs aller et retour, vingt quatre clubs professionnels répartis en quatre poules, dont quatre promus de Ligue III et un relégué de Ligue I.
Les deux premiers de chaque groupe (huit équipes) disputeront la deuxième phase en deux groupes de quatre. Les matchs se joueront à huis clos dans des stades neutres. Les deux premiers de chaque groupe accéderont en Ligue I tandis que le sixième de chaque groupe à l'issue de la première phase sera relégué directement en Ligue III.

## Participants et localisation

### Groupe A
- Association sportive de Djerba
- Avenir sportif de Sbikha
- Club sportif de Hammam Lif
- CS Korba
- Club olympique de Médenine
- Jendouba Sports

### Groupe B
- Astre sportif de Menzel Ennour
- Avenir sportif d'Oued Ellil
- Croissant sportif de M'saken
- El Gawafel sportives de Gafsa
- Stade gabésien
- Stade sportif sfaxien

### Groupe C
- Avenir sportif de Gabès
- Club sportif de Menzel Bouzelfa
- Espoir sportif de Jerba Midoun
- Kalâa Sport
- Sfax railway sport
- Sporting Club de Ben Arous

### Groupe D
- Avenir sportif de Kasserine
- Avenir sportif de Mohamedia
- Espérance sportive de Zarzis
- Espoir sportif de Hammam Sousse
- Étoile olympique de Sidi Bouzid
- Étoile sportive de Radès

### Première phase

#### Groupe A
Source : Fédération tunisienne de football.
| Rang | Équipe                         | Pts | J  | G | N | P | Bp | Bc | Diff |
| ---- | ------------------------------ | --- | -- | - | - | - | -- | -- | ---- |
| 1    | Club olympique de Médenine     | 23  | 10 | 7 | 2 | 1 | 15 | 5  | +10  |
| 2    | Club sportif de Hammam Lif R   | 18  | 10 | 5 | 3 | 2 | 16 | 14 | +2   |
| 3    | Club sportif de Korba P        | 12  | 10 | 3 | 3 | 4 | 16 | 14 | +2   |
| 4    | Jendouba Sports                | 11  | 10 | 2 | 5 | 3 | 7  | 9  | -2   |
| 5    | Association sportive de Djerba | 10  | 10 | 3 | 1 | 6 | 7  | 13 | -6   |
| 6    | Avenir sportif de Sbikha       | 8   | 10 | 2 | 2 | 6 | 12 | 18 | -6   |

Promotion
- 1er et 2e : Qualifiés pour le barrage de promotion

Relégation
- 6e : Relégation en Ligue III

Abréviations
- R : Relégué de Ligue I
- P : Promu de Ligue III

| Résultats (▼dom., ►ext.)                                   | ASD | ASS | CSHL | CSK | COM | JS  |
| ASD                                                        |     | 1-2 | 0-1  | 1-0 | 0-1 | 2-1 |
| ASS                                                        | 1-1 |     | 2-3  | 3-2 | 0-2 | 1-1 |
| CSHL                                                       | 0-2 | 2-1 |      | 3-2 | 3-1 | 0-0 |
| CSK                                                        | 2-0 | 2-1 | 3-3  |     | 1-1 | 3-0 |
| COM                                                        | 4-0 | 2-1 | 2-0  | 1-0 |     | 1-0 |
| JS                                                         | 1-0 | 2-0 | 1-1  | 1-1 | 0-0 |     |
| - Victoire à domicile - Match nul - Victoire à l'extérieur |     |     |      |     |     |     |

#### Groupe B
Source : Fédération tunisienne de football.
| Rang | Équipe                           | Pts | J  | G | N | P | Bp | Bc | Diff |
| ---- | -------------------------------- | --- | -- | - | - | - | -- | -- | ---- |
| 1    | El Gawafel sportives de Gafsa    | 16  | 10 | 5 | 1 | 4 | 13 | 9  | +4   |
| 2    | Stade sportif sfaxien            | 14  | 10 | 4 | 2 | 4 | 10 | 11 | -1   |
| 3    | Croissant sportif de M'saken     | 14  | 10 | 4 | 2 | 4 | 13 | 11 | +2   |
| 4    | Astre sportif de Menzel Ennour P | 14  | 10 | 4 | 2 | 4 | 8  | 14 | -6   |
| 5    | Avenir sportif d'Oued Ellil      | 13  | 10 | 4 | 1 | 5 | 15 | 12 | +3   |
| 6    | Stade gabésien                   | 13  | 10 | 3 | 4 | 3 | 9  | 11 | -2   |

Promotion
- 1er et 2e : Qualifiés pour le barrage de promotion

Relégation
- 6e : Relégation en Ligue III

Abréviations
- R : Relégué de Ligue I
- P : Promu de Ligue III

| Résultats (▼dom., ►ext.)                                   | ASME | ASOE | CSM | EGSG | SG  | SSS |
| ASME                                                       |      | 1-0  | 0-2 | 2-1  | 0-0 | 1-0 |
| ASOE                                                       | 4-0  |      | 2-2 | 1-0  | 3-0 | 1-0 |
| CSM                                                        | 1-2  | 2-0  |     | 2-1  | 1-0 | 2-2 |
| EGSG                                                       | 3-0  | 1-0  | 2-1 |      | 2-1 | 2-0 |
| SG                                                         | 2-2  | 2-1  | 1-0 | 1-1  |     | 1-0 |
| SSS                                                        | 1-0  | 4-3  | 1-0 | 1-0  | 1-1 |     |
| - Victoire à domicile - Match nul - Victoire à l'extérieur |      |      |     |      |     |     |

#### Groupe C
Source : Fédération tunisienne de football.
| Rang | Équipe                          | Pts | J  | G | N | P | Bp | Bc | Diff |
| ---- | ------------------------------- | --- | -- | - | - | - | -- | -- | ---- |
| 1    | Avenir sportif de Gabès         | 17  | 10 | 5 | 2 | 3 | 12 | 9  | +3   |
| 2    | Espoir sportif de Jerba Midoun  | 16  | 10 | 5 | 1 | 4 | 8  | 8  | 0    |
| 3    | Kalâa Sport P                   | 13  | 10 | 3 | 4 | 3 | 10 | 11 | -1   |
| 4    | Sfax railway sport              | 12  | 10 | 2 | 6 | 2 | 7  | 6  | +1   |
| 5    | Sporting Club de Ben Arous      | 10  | 10 | 2 | 4 | 4 | 6  | 8  | -2   |
| 6    | Club sportif de Menzel Bouzelfa | 10  | 10 | 1 | 7 | 2 | 6  | 7  | -1   |

Promotion
- 1er et 2e : Qualifiés pour le barrage de promotion

Relégation
- 6e : Relégation en Ligue III

Abréviations
- R : Relégué de Ligue I
- P : Promu de Ligue III

| Résultats (▼dom., ►ext.)                                   | ASG | CSMB | ESJ | KS  | SRS | SCBA |
| ASG                                                        |     | 0-0  | 0-1 | 4-3 | 0-0 | 2-1  |
| CSMB                                                       | 1-2 |      | 2-2 | 0-0 | 1-1 | 1-1  |
| ESJ                                                        | 1-0 | 0-1  |     | 0-1 | 1-0 | 2-1  |
| KS                                                         | 2-1 | 1-0  | 0-1 |     | 3-3 | 0-0  |
| SRS                                                        | 0-1 | 0-0  | 2-0 | 0-0 |     | 1-0  |
| SCBA                                                       | 0-2 | 0-0  | 1-0 | 2-0 | 0-0 |      |
| - Victoire à domicile - Match nul - Victoire à l'extérieur |     |      |     |     |     |      |

#### Groupe D
Source : Fédération tunisienne de football.
| Rang | Équipe                          | Pts | J  | G | N | P | Bp | Bc | Diff |
| ---- | ------------------------------- | --- | -- | - | - | - | -- | -- | ---- |
| 1    | Espérance sportive de Zarzis    | 20  | 10 | 6 | 2 | 2 | 19 | 10 | +9   |
| 2    | Espoir sportif de Hammam Sousse | 17  | 10 | 5 | 2 | 3 | 11 | 10 | +1   |
| 3    | Avenir sportif de Mohamedia P   | 14  | 10 | 4 | 2 | 4 | 16 | 15 | +1   |
| 4    | Étoile olympique de Sidi Bouzid | 12  | 10 | 3 | 3 | 4 | 9  | 10 | -1   |
| 5    | Étoile sportive de Radès        | 12  | 10 | 3 | 3 | 4 | 16 | 19 | -3   |
| 6    | Avenir sportif de Kasserine     | 7   | 10 | 1 | 4 | 5 | 6  | 13 | -7   |

Promotion
- 1er et 2e : Qualifiés pour le barrage de promotion

Relégation
- 6e : Relégation en Ligue III

Abréviations
- R : Relégué de Ligue I
- P : Promu de Ligue III

| Résultats (▼dom., ►ext.)                                   | ASK | ASM | ESZ | ESHS | OSB | ESR |
| ASK                                                        |     | 1-0 | 2-2 | 0-1  | 1-1 | 1-1 |
| ASM                                                        | 2-0 |     | 0-2 | 2-2  | 2-0 | 7-7 |
| ESZ                                                        | 2-0 | 1-0 |     | 3-1  | 1-0 | 5-2 |
| ESHS                                                       | 1-1 | 1-0 | 2-1 |      | 2-0 | 1-0 |
| OSB                                                        | 2-0 | 1-2 | 1-1 | 1-0  |     | 2-0 |
| ESR                                                        | 1-0 | 0-1 | 2-1 | 2-0  | 1-1 |     |
| - Victoire à domicile - Match nul - Victoire à l'extérieur |     |     |     |      |     |     |

## Play-off

### Groupe A
Source : Fédération tunisienne de football.
| Rang | Équipe                         | Pts | J | G | N | P | Bp | Bc | Diff |
| ---- | ------------------------------ | --- | - | - | - | - | -- | -- | ---- |
| 1    | Club sportif de Hammam Lif R   | 7   | 3 | 2 | 1 | 0 | 4  | 1  | +3   |
| 1    | Club olympique de Médenine     | 5   | 3 | 1 | 2 | 0 | 4  | 3  | +1   |
| 3    | El Gawafel sportives de Gafsa  | 3   | 3 | 1 | 0 | 2 | 3  | 4  | -1   |
| 4    | Espoir sportif de Jerba Midoun | 1   | 3 | 0 | 1 | 2 | 2  | 5  | -3   |

Promotion
- 1er : Promotion en Ligue I

Abréviations
- R : Relégué de Ligue I

| Résultats (▼dom., ►ext.)                                   | COM | CSHL | EGSG | ESJ |
| COM                                                        |     | 1-1  | 2-1  |     |
| CSHL                                                       |     |      | 1-0  |     |
| EGSG                                                       |     |      |      | 2-1 |
| ESJ                                                        | 1-1 | 0-2  |      |     |
| - Victoire à domicile - Match nul - Victoire à l'extérieur |     |      |      |     |

### Groupe B
Source : Fédération tunisienne de football.
| Rang | Équipe                          | Pts | J | G | N | P | Bp | Bc | Diff |
| ---- | ------------------------------- | --- | - | - | - | - | -- | -- | ---- |
| 1    | Espoir sportif de Hammam Sousse | 6   | 2 | 2 | 0 | 0 | 3  | 1  | +2   |
| 1    | Espérance sportive de Zarzis    | 3   | 2 | 1 | 0 | 1 | 3  | 2  | +1   |
| 3    | Avenir sportif de Gabès         | 3   | 2 | 1 | 0 | 1 | 2  | 1  | +1   |
| 4    | Stade sportif sfaxien           | 0   | 2 | 0 | 0 | 2 | 0  | 4  | -4   |

Promotion
- 1er : Promotion en Ligue I

| Résultats (▼dom., ►ext.)                                   | ASG | ESHS | ESZ | SSS |
| ASG                                                        |     | 0-1  |     |     |
| ESHS                                                       |     |      | 2-1 |     |
| ESZ                                                        |     |      |     | 2-0 |
| SSS                                                        | 0-2 |      |     |     |
| - Victoire à domicile - Match nul - Victoire à l'extérieur |     |      |     |     |

## Finale
| Samedi 1er mai 2021 | (1er groupe A) Club sportif de Hammam Lif | 0-0 Tirs au but (5-4) | Espoir sportif de Hammam Sousse (1er groupe B) | Stade olympique d'El Menzah |
| 13h30               |                                           |                       |                                                |                             |